# Anhinga Trail
Der Anhinga Trail ist ein ungefähr 1150 m langer Rundweg im Everglades-Nationalpark im Bundesstaat Florida in den USA.

## Lage und Verlauf
Der Weg beginnt am Parkplatz Royal Palm, der über eine Abzweigung von der Hauptstraße durch den Park zu erreichen ist, die sich wenige Kilometer nach dem Eingang von Florida City befindet. Vom Besucherzentrum beim Parkplatz folgt der Anhinga Trail zuerst einem Stück der ehemaligen Straße von Florida City nach Flamingo, dem Old Ingraham Highway. Dieser wurde in den 1960er-Jahren durch die heutige Straße im Park ersetzt und kann seitdem nur noch von Wanderern und Radfahrern genutzt werden. Nach gut 400 m verlässt der Anhinga Trail die alte Straße und führt über Holzstege in einem großen Bogen durch die Sumpflandschaft der Everglades zurück an den vom Parkplatz kommenden ehemalige Old Ingraham Highway. Entlang dem Weg gibt es mehrere Aussichtsplattformen, die für die Beobachtung von Vögeln (wie dem namensgebenden Amerika-Schlangenhalsvogel) und Alligatoren genutzt werden können. Typischerweise benötigt man für den Weg ca. 45 Minuten, einige Tierbeobachtungen eingerechnet. Der Anhinga Trail ist eine Hauptattraktionen der Everglades. Vom Parkplatz Royal Palm aus lässt sich auch der 600 m lange Gumbo Limbo Trail besuchen.